# آی.ای‌ایی.۲۴ کالکین
آی. ای‌ایی ۲۴ کالکین (به اسپانیایی:  I.Ae.24 Calquin ) (کلمه ای کالکین در زبان ماپوچه‌ای به معنای «عقاب سلطنتی» است)، یک بمب افکن تاکتیکی بود که توسط اینستوتو آئروتکنیکو در کوردوبا، در آرژانتین در دوران بلافاصله پس از جنگ جهانی دوم طراحی و تولید شد. اگرچه ظاهراً به دی هاویلند موسکیتو شبیه بود، اما پیشرانه آن دو موتور شعاعی
پرت اند ویتنی آر-۱۸۳۰ تووین واسپ بود که ظاهری متمایز به آن می‌بخشید. کالکین پس از دو دهه فعالیت عملیاتی، بازنشسته شد.

## طراحی و توسعه
کالکین از هواپیمای موفق بریتانیایی دی هاویلند موسکیتو الگوبرداری شده بود، همانند اف‌ام‌ای ای‌ئی‌ام‌بی. ۲ ساختاری چوبی داشت و اولین هواپیمای دوموتوره بود که در آرژانتین طراحی و تولید شد. طرح آی. ای‌ایی. ۲۴ بر پایه بال‌های چوبی از نوع طُره‌ایی نصب شده در وسط (از چوب‌های بومی در سرتاسر سازه استفاده می‌شد) بود و سطوح پروازی با پارچه پوشیده شده بودند. در این هواپیما ارابه‌های فرود با جاذب‌های شوک دوقلو در محفظه‌های موتور و چرخ عقب به داخل عقب بدنه جمع می‌شدند. دو خدمه این هواپیما در زیر یک کاناپی بزرگ ساخته شده از جنس شیشه اکریلیک با قاب‌های شیشه ای، مستقر می‌شدند.. جنگ افزار اصلی این هواپیما چهار تیربار سنگین ۱۲٬۷ میلی‌متری بود که در دماغه قرار داده شده بودند. برخی از نمونه‌های بعدی دارای چهار توپ ۲۰ میلی‌متری و بمب‌هایی قابل حمل در محفظه‌های داخلی به وزن ۱٬۷۶۴ پوند (۸۰۰ کیلوگرم) به همراه با ۱۲ راکت (۷۵ میلی‌متری) در زیر بال‌ها بودند.
در ابتدا موتورهای رولز-رویس مرلین برای تأمین پیشرانه این هواپیما در نظر گرفته شده بود، اما تأمین تعداد کافی از این موتورها ممکن نبود، در نتیجه موتور شعاعی پرت اند ویتنی آر-۱۸۳۰-جی به قدرت ۱٬۰۵۰ اسب بخار (۷۸۲٫۵ کیلووات) جایگزین آن شد. برآورد می‌شد که عملکرد گونه مجهز به موتور مرلین با هواپیمای موسکیتو قابل مقایسه باشد، اما نمونه اولیه با موتور آر-۱۸۳۰ قادر بود تنها به سرعت ۲۷۳ مایل در ساعت (۴۴۰ کیلومتر در ساعت) دست یابد که این امر باعث می‌شود هواپیما ناپایدار و مستعد واماندگی باشد. در نهایت نمونه اولیه آی. ای‌ایی. ۲۸ به رولز-رویس مرلین مجهز شد اما این پروژه با هواپیمای توانمندتر آی. ای‌ایی. ۳۰ نیانکو جایگزین شد.

## سابقه عملیاتی
علی‌رغم عملکرد نامناسب و نتایج ضعیف به‌دست‌آمده در طی آزمایش‌ها، آی. ای‌ایی. ۲۴ کالکین توانست نقش تهاجمی و بمباران سبک را بر عهده گرفته و جایگزین نورثروپ ای-۱۷ در نیروی هوایی آرژانتین شود. در مجموع ۱۰۰ فروند از این نوع هواپیما سفارش داده شد که اولین نمونه تولیدی آن در ۴ ژوئیه ۱۹۴۶ به پرواز درآمد. ۵۰ خلبان و خدمه در حوادث مربوط به خدمات عملیاتی و آزمایشی کالکین کشته شدند. خلبانان آزمایشی هواپیما را «در هر سه محور» ناپایدار که نیاز به هندلینگ (فرمان پذیری) دقیق داشتند. خط تولید این هواپیما تا سال ۱۹۵۰ ادامه داشته و خدمات عملیاتی تا سال ۱۹۵۷ ادامه یافت. اگرچه تعداد محدودی از آنها تا سال ۱۹۶۰ هنوز درگُردان‌های هوایی مورد استفاده قرار می‌گرفتند.

## کاربران
آرژانتین
- نیروی هوایی آرژانتین

## گونه‌ها

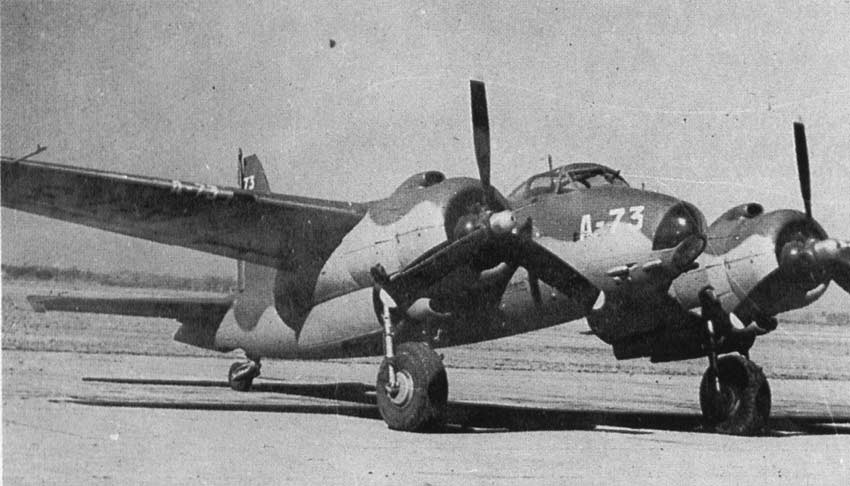
آی. ای‌ایی. ۲۴ کالکین

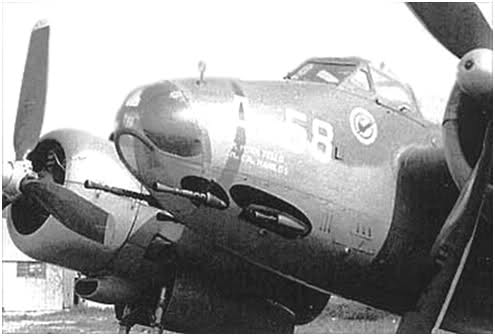
گونه آی. ای‌ایی. ۲۴ کالکین متاخر

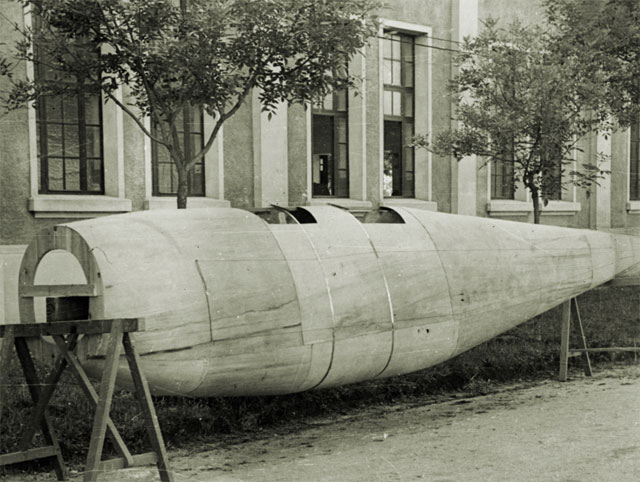
بدنه چوبی آی. ای‌ایی. ۲۸ سوپرکالکین

آی. ای‌ایی. ۲۴ کالکین "اولیه"مجهز به ۴ قبضه تیربار سنگین ۱۲٫۷ و بمب. 
آی. ای‌ایی. ۲۴ کالکین "متاخر"مجهز به ۴ قبضه توپ خودکار ۲۰ میلی‌متری هیسپانو-سویزا اچ اس ۴۰۴. بمب و راکت. 
آی. ای‌ایی. ۲۸ "سوپرکالکین"گونه توسعه یافته با موتورهای مرلین و شبیه به دی هاویلند موسکیتو و مجهز به ۴ الی ۶ قبضه توپ خودکار ۲۰ میلی‌متری. تنها یک بدنه چوبی از این هواپیما ساخته شد، که در نهایت به توسعه آی. ای‌ایی. ۳۰ نیانکو منتهی شد. 

## مشخصات (آی. ای ایی. ۲۴ کالکین)
داده‌ها از Jane's all the World's Aircraft 1947, Jane's Encyclopedia of Aviation
ویژگی‌های عمومی
- خدمه: دو: خلبان، افسر ناوبری/بمب انداز[ب]
- طول: ۱۲ متر (۳۹ فوت ۴ اینچ)
- پهنای بال: ۱۶٫۳ متر (۵۳ فوت ۶ اینچ)
- ارتفاع: ۳٫۴ متر (۱۱ فوت ۲ اینچ)
- وزن ناخالص: ۶٬۵۰۰ کیلوگرم (۱۴٬۳۳۰ پوند)
- بیشترین وزن برخاست: ۷٬۲۰۰ کیلوگرم (۱۵٬۸۷۳ پوند)
- پیشرانه: ۲ عدد موتور شعاعی پیستونی ۱۴ سیلندر هوا-خنک ار نوع پرت اند ویتنی آر-۱۸۳۰ تووین واسپ عدد, ۷۸۰ کیلووات (۱٬۰۵۰ اسب بخار)  در هر موتور
- ملخ‌ها: سهملخه همیلتون استاندارد هیدروماتیک ۲۳-ایی-۵۰

عملکرد
- حداکثر سرعت: ۴۴۰ کیلومتر بر ساعت (۲۷۰ مایل بر ساعت، ۲۴۰ گره)
- بُرد: ۱٬۰۴۰ کیلومتر (۶۵۰ مایل، ۵۶۰ مایل دریایی)
- حداکثر ارتفاع: ۱۰٬۰۰۰ متر (۳۳٬۰۰۰ فوت)
- بارگیری بال: ۱۷۰٫۹ کیلوگرم بر متر مربع (۳۵٫۰ پوند بر فوت مربع)
- توان به وزن|توان/جرم: ۴٫۱۳ کیلووات به کیلوگرم کیلووات برکیلوگرم معادل با (۶٫۸ اسب بخار به پوند اسب بخاربر پوند)

تسلیحات

- اسلحه‌ها: 

  - ۴ قبضه تیربار سنگین ۱۲٫۷ میلی‌متری براونینگ ام ال یا دی ال (تولید بومی در آرژانتین) در گونه‌های اولیه

یا

- ۴ قبضه توپ ۲۰ میلی‌متری هیسپانو-سویزا اچ اس ۴۰۴ با ۳۰۰ گلوله در هر اسلحه در مدل‌های بعدی

یا
- ۴قبضه توپ ۲۰ میلی‌متری هیسپانو ام کی-۲، ۴ قبضه تیربار ۰٫۳۰۳ اینچی (۷٫۷ میلی‌متری) براونینگ
- راکت‌ها: 

  - ۱۲ عدد راکت ۷۵ میلی‌متری ۶۰ پوندی (۲۷ کیلوگرم) ام کی-۶ در مدل متاخر
- بمب‌ها: 

  - ۸۰۰ کیلوگرم (۱٬۸۰۰ پوند) انواع بمب در هر دو مدل اولیه و متاخر